# 高松美里
高松 美里（たかまつ みさと、本名同じ、1988年10月8日 - ）は、日本のタレントである。栃木県出身。血液型はO型。

## 来歴
- 高校は白鷗大学足利高校富田キャンパスで、1年次同学年には俳優の石黒英雄（のちに堀越高校に転校）も在籍していた。
- 青山学院大学に進学（入学式で「週刊プレイボーイ」の取材を受けた）も、経済的な理由で中退。
- 2010年10月より『PON!』の水曜日のお天気担当としてレギュラー出演。
- 2011年3月、自身のブログが11日付で更新がストップ。番組も震災の影響で月末まで出演することなく卒業となってしまった。

## 人物
- 趣味は漫画、ゲーム。
- 長所はトロくさく見えること。
- 短所はテンパりやすいこと。
- 口癖は「なるほど!」
- 座右の銘は「やってみるんだ、ジョニー」
- 兄がいる[1]。

## テレビ
| 作品名                               | 放送局     | 放送日時                     | 担当           | 備考                           |
| PON!                                 | NTV        | 2010年10月6日 - 2011年3月9日 | 水曜日のお天気 | 曜日コーナー、ポシュレも兼任。 |
| ゴッドタン 〜The God Tongue 神の舌〜 | テレビ東京 | 2011年1月19日                |                | ゲスト                         |